# 2012 Olympic Marathon Course
De 2012 Olympic Marathon Course is een marathonparcours in het centrum van Londen, die wordt gebruikt voor de mannen- en vrouwenmarathon op de Olympische Zomerspelen 2012 in Londen. De 42,195 km lange route bestaat uit een kort circuit van 3,571 kilometer, gevolgd door drie circuits van 12,875 kilometer. De route, die ontworpen is om zo veel mogelijk markante punten in Londen te passeren, begint op The Mall in het zicht van Buckingham Palace en reikt zover als de Tower of London in het oosten en het Victoria Memorial in het westen.
De route wijkt om diverse logistieke redenen af van het oorspronkelijke plan bij de kandidaatstelling van Londen voor de spelen, en breekt met de gangbare olympische traditie dat de wedstrijd eindigt in het Olympisch Stadion.
De Olympische Spelen worden voor de derde keer in Londen georganiseerd. De afstand van de Londense olympische marathon van 1908 was 26 mijl en 385 yard, wat later geconverteerd werd naar 42,195 kilometer. Dit vormt de basis van de standaard marathonafstand die aangenomen werd door de International Association of Athletics Federations in 1921.

## De route

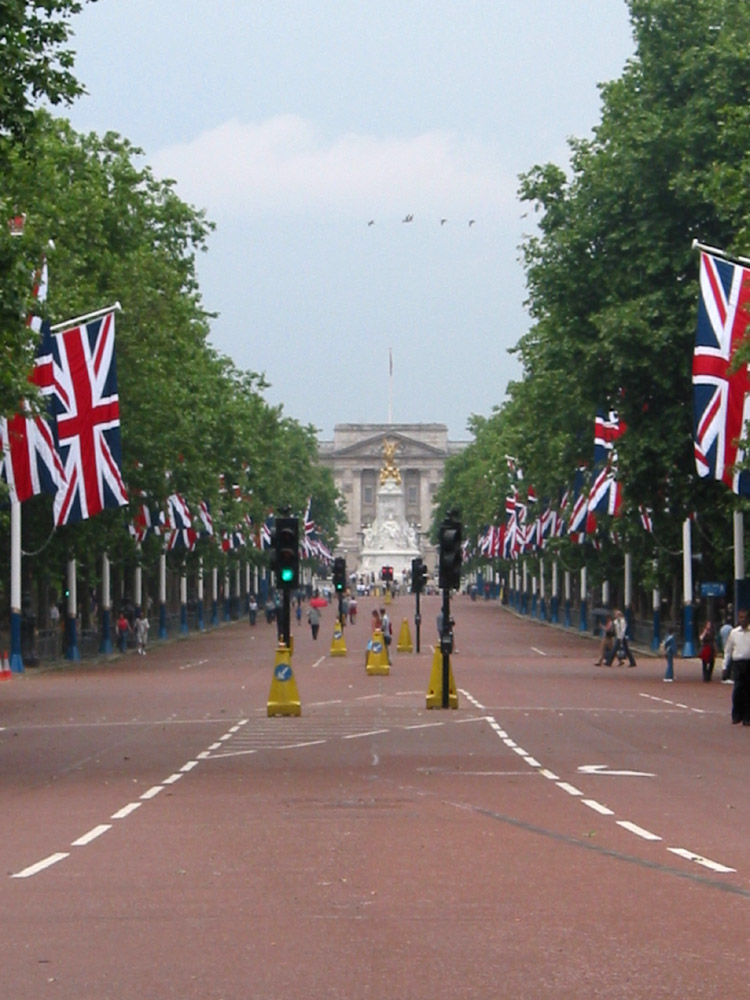
Het begin en eindpunt van de 2012 Olympic Marathon Course zal zijn op The Mall
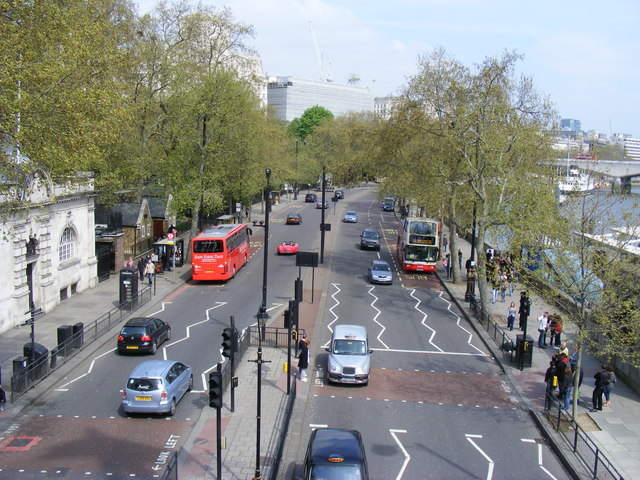
De Victoria Embankment zal twee keer per ronde gepasseerd worden, in elke richting één keer
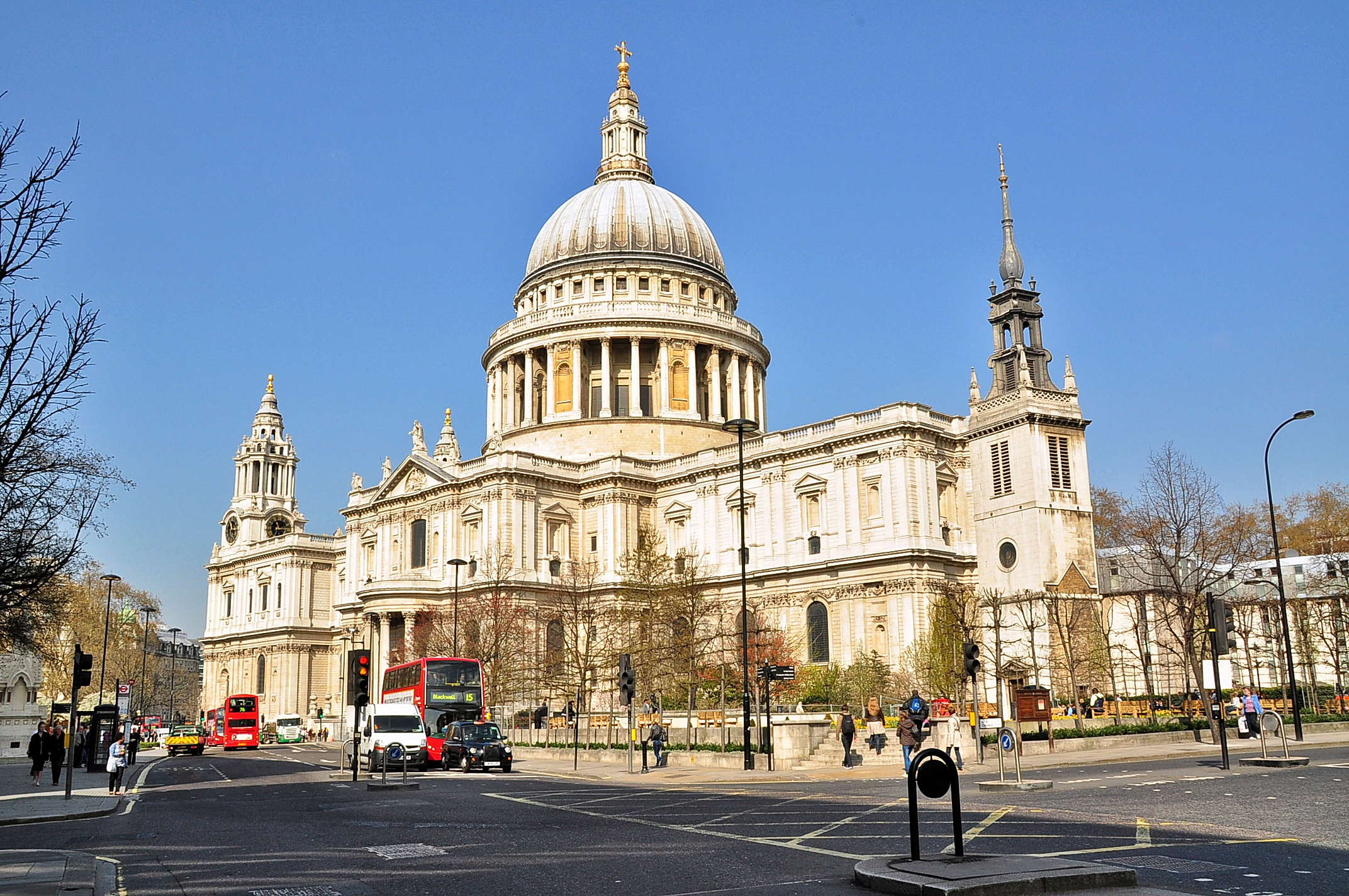
De route passeert het zuidelijk deel van St Paul's Cathedral en gaat dan rechts om de West Door te passeren en dan noordwaarts over Paternoster Square
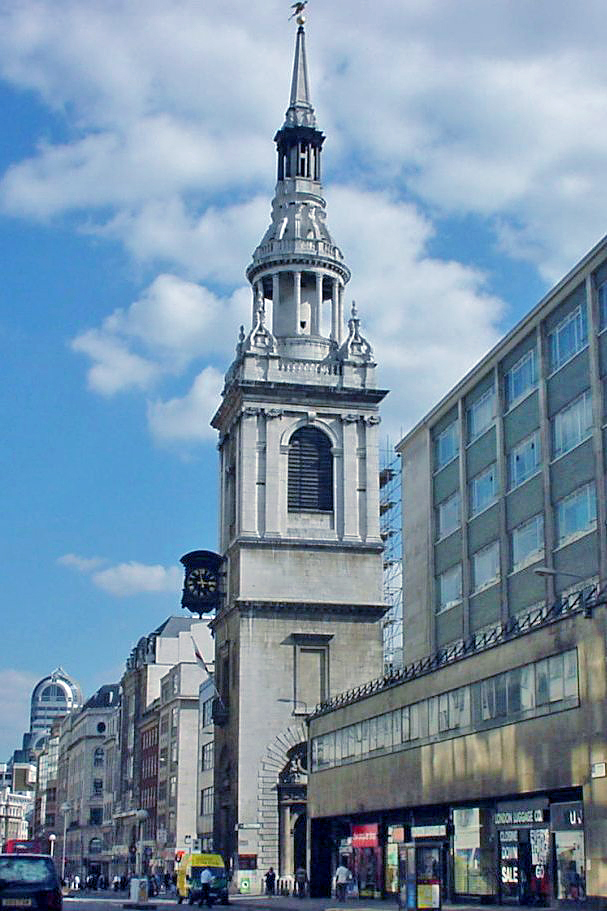
St Mary-le-Bow, ligt dicht bij het halverwege-punt van de route
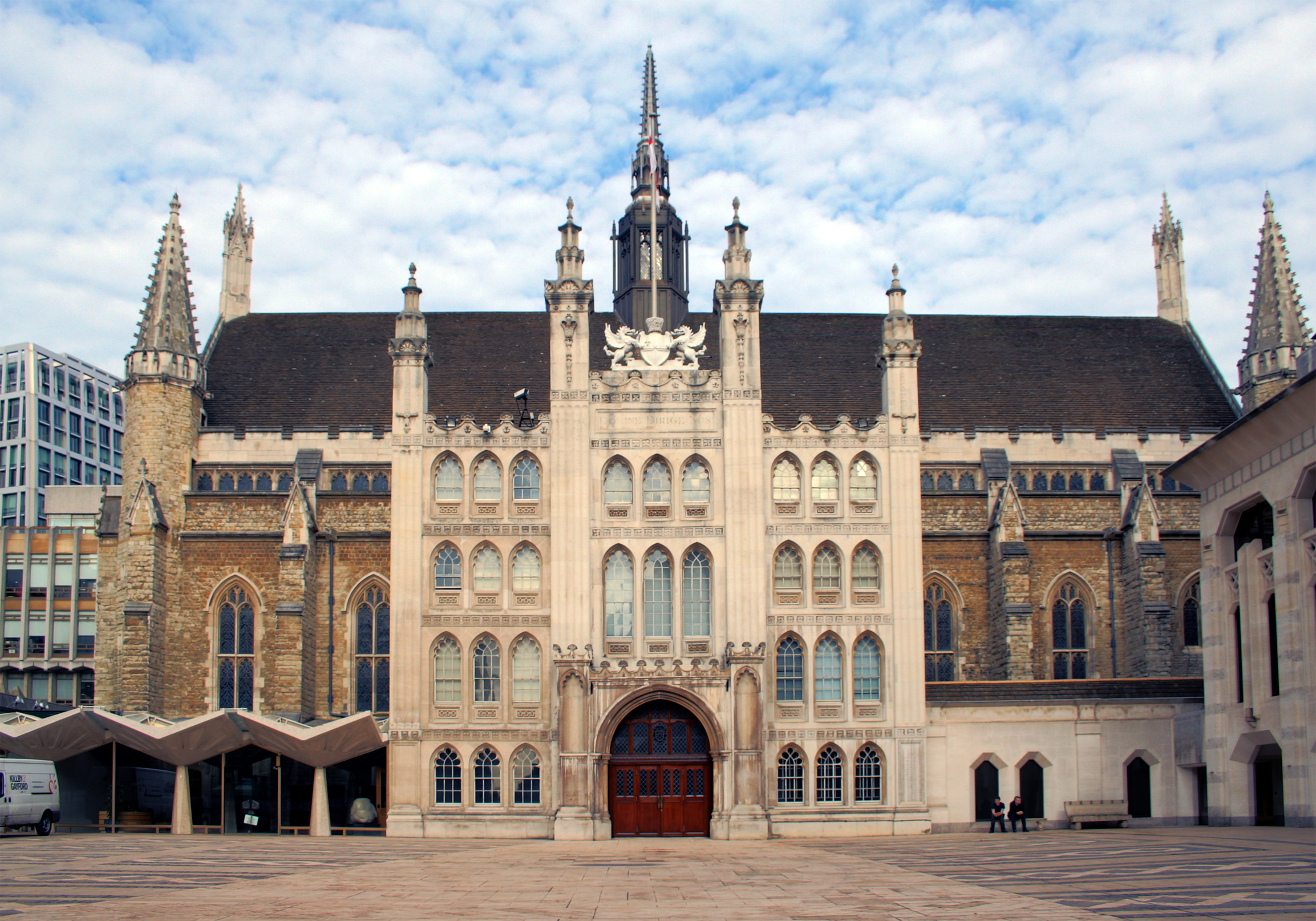
De route passeert de Guildhall Yard voor de Guild Hall
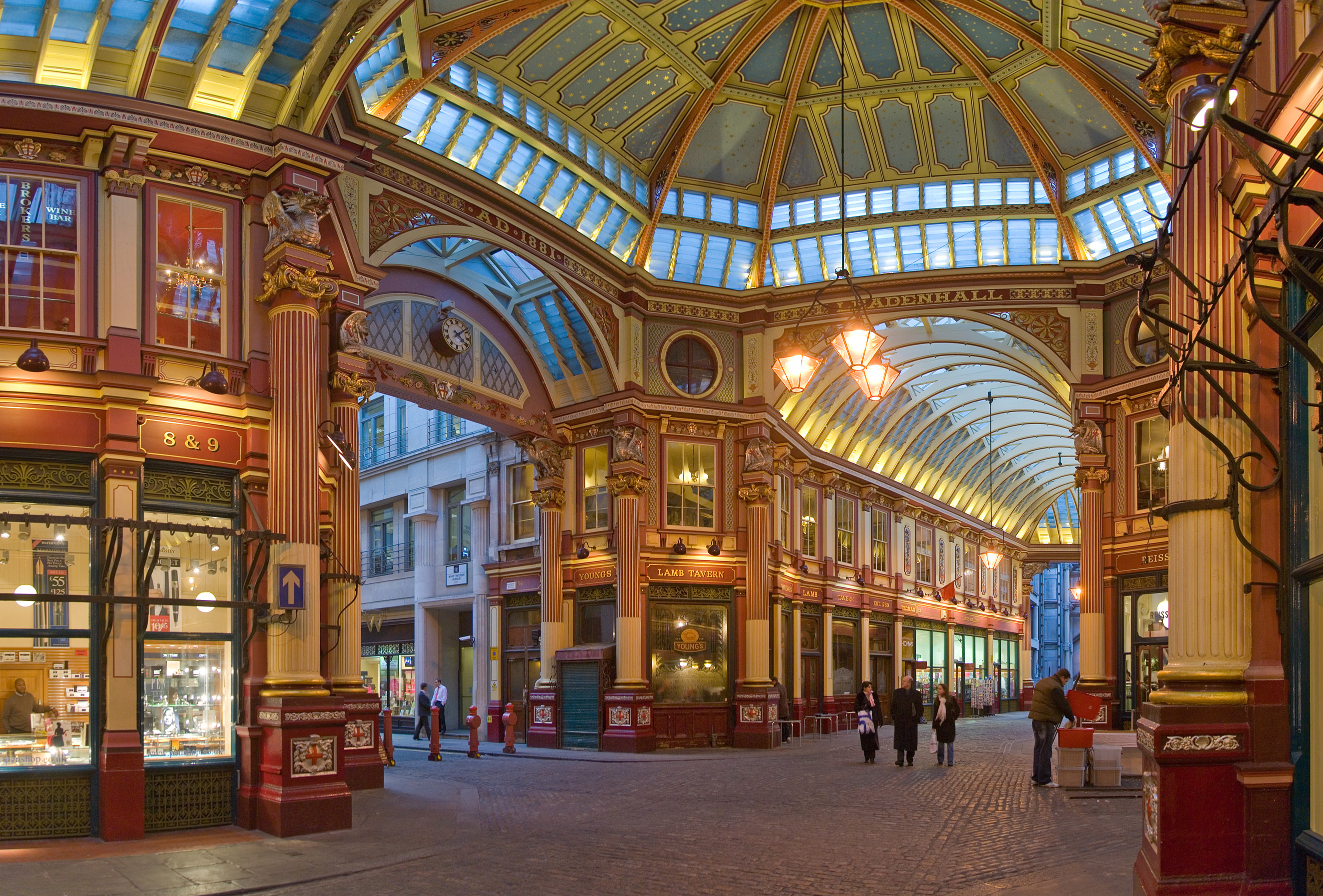
Het overdekte Leadenhall Market is deel van de route
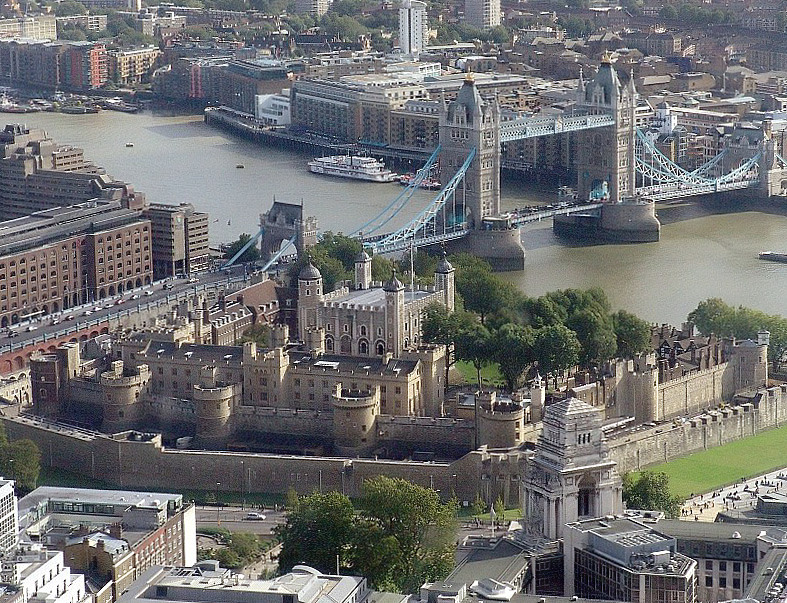
De lopers maken een U-bocht op Tower Hill (voorgrond), vlak bij de Tower of London
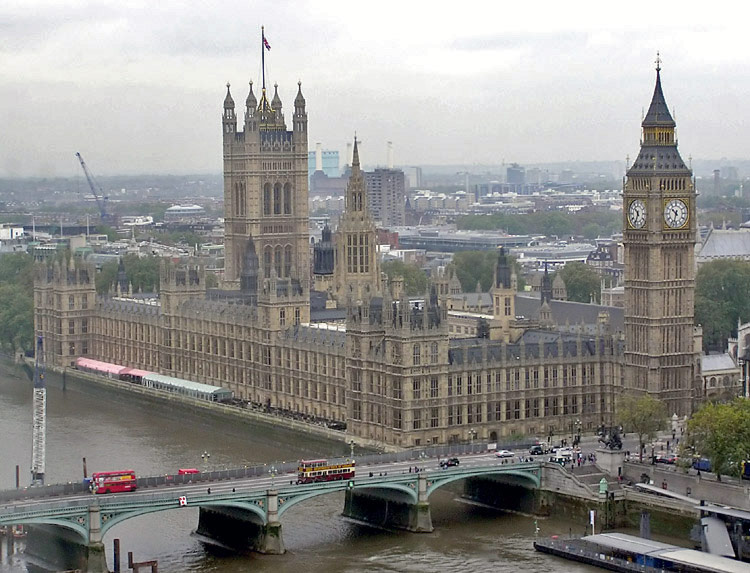
Lopers slaan rechtsaf bij het verlaten van de Embankment (rechts) en passeren de Houses of Parliament en de Big Ben, in de eerste ronde lopen ze voor een deel langs Westminster Bridge